# 202경비단
202경비단(二百二警備團)은 대한민국 대통령실의 외곽에서 경호 및 경비를 담당하는 서울특별시지방경찰청의 두개 경비단 중 하나이다. 서울특별시 용산구 이태원로 280에 본부를 두며 대통령 경호실의 지휘를 받는다.
대통령실 영내를 경호 및 경비하는 101경비단, 대통령 경호처의 근접 경호를 지원하는 22경찰경호대와 함께 경찰의 대통령을 위한 경호 및 경비대 조직이다. 대통령 관련 의전, 행사 경호 지원 등 또한 수행한다.

## 연혁
- 1990년 종로경찰서 소속 120경비대 설치, 종로구에 위치한 청와대 외곽 경호경비
- 1996년 기동단으로 소속 변경
- 1999년 서울지방경찰청 202경비대로 변경
- 2011년 202경비단으로 승격
- 2022년 윤석열 정부 출범과 함께 용산구에 위치한 대한민국 대통령실로 이전함

## 구조
| - 경무과 - 경비과 - 인사교육과 | - 61경비대 - 62경비대 - 63경비대 - 64경비대 |

## 같이 보기
- 101경비단